# Paso Francés (Aruba)
El paso Francés (en neerlandés: Franse Pas; en papiamento: Rooi Frances) es un pasaje estrecho en la isla de Aruba, entre los acantilados de coral por encima de la zona conocida como Laguna española o de los españoles. Desde el collado se pueden ver los restos del Molino Balashi.
La leyenda dice que los piratas franceses trataron de invadir Aruba a principios del siglo siglo XVII y se enfrentaron a los indios en este estrecho paso por encima de la laguna española. Después de este encuentro, el paso se conoció como "Franse Pas" o "Rooi Frances" en papiamento, que se traduce como "el paso Francés" o paso del Francés. Muchos indios fueron asesinados durante la invasión, y hoy los habitantes difunden historias sobre el lugar donde se oirían ruidos de los indios lamentándose durante la noche. Algunos dicen que los fantasmas de los indígenas están despiertos y que frecuenta la zona conocida como Laguna de los españoles.
Este primer período de la historia de Aruba no está bien documentado, así que la historia depende de la leyenda y las historias que se transmiten de generación en generación.